# Fausto Batignani
Fausto Batignani (* 2. Juli 1903 in Montevideo; † 2. November 1975 ebenda) war ein uruguayischer Fußballtorhüter.

## Verein
Torhüter Batignani gehörte mindestens von 1922 bis 1924 und von 1926 bis 1928 dem Kader des seinerzeit in der Primera División spielenden Liverpool Montevideo an. 1933 stand er in Reihen des Club Atlético Peñarol.

## Nationalmannschaft
Batignani war auch Mitglied der uruguayischen A-Nationalmannschaft. Insgesamt absolvierte er von seinem Debüt am 23. September 1922 bis zu seinem letzten Spiel für die Celeste am 21. September 1928 elf Länderspiele. Dabei kassierte er insgesamt sechs Gegentreffer. Batignani nahm mit der Nationalelf an den Südamerikameisterschaften 1922 und 1926 teil. 1926 gewann er mit Uruguay den Titel. In beiden Turnieren kam er jeweils viermal zum Einsatz. Bei den Olympischen Sommerspielen 1928 feierte Batignani mit dem Kader der Celeste schließlich seinen größten Karriereerfolg. Man wurde Olympiasieger. Im Verlaufe des Turniers bestritt er allerdings kein Spiel.

## Erfolge
- Olympiasieger 1928
- Südamerikameister 1926